# Ernesto Pozzi
Ernesto Pozzi (Lecco, 9 luglio 1843 – 1904) è stato un patriota, avvocato e politico italiano.
Volontario garibaldino nella Spedizione dei Mille, nella Terza guerra d'indipendenza, nella Campagna dell'Agro romano per la liberazione di Roma  e sempre con Garibaldi nella Guerra franco-prussiana.

## Biografia
Nel 1888 il Giarelli tracciando una biografia di Ernesto Pozzi, come prefazione al suo scritto “Mentana il dito di Dio”, lo descrive così: “Il buon e bravo Ernesto Pozzi, oggi avvocato grigio e posato, ma allora florido, fresco, instancabile, insurrezionale perpetuo dell'università; e che col suo fare da inspirato e la sua testa fatale, tra l'una e l'altra lezione di diritto, se ne andava col bastoncino fra mani ed un eterno fiore nel nastrino del cappello ad inscriversi fra i partenti, appena odor lontano di polvere garibaldina sentitasi l'aria. Ernesto Pozzi è tutto quel che di più brianzuolo ci sia e ci tenga ad esserlo. Nato ad Acquate il 9 luglio 1843 [in provincia di Lecco], il paesello del favoleggiato Don Abbondio negli ammirabili Promessi Sposi, era spiegabile che i suoi volessero farne fuori un successore al tremebondo curato manzoniano. Però fra le mura del seminario di San Pietro in Barlassina il piccolo Ernesto non trovò la vocazione pel santuario; sicché, compiutivi i primi studii, spogliò la veste talare e le brache corte, ed il liceo Beccaria di Milano ebbero fra i più vivaci e più svegliati scolari. Ma nel 1860 c'era ben altro da fare che studiare filosofia. Ed Ernesto mise sotto chiave i sillogismi e se ne andò in Sicilia colla seconda spedizione Medici, L'età immatura avevalo fatto respingere dai ruoli dei Mille. Ritornato, dopo la campagna, riprese gli studi interrotti, e nomade cultor delle Pandette, seguì i corsi legali a Torino, a Genova, a Pisa, dove si laureò. Su pei greppi del Trentino, nel 1866, a Mentana nel 1867” 
Nella campagna del 1866 Pozzi ricoprì il grado di sottotenente nell'8ª compagnia comandata dal capitano Devincenti del 2º Reggimento Volontari Italiani di Giuseppe Garibaldi partecipando al presidio della Costa, del monte dell'Era, alle esplorazioni nella vallata del Droanello e, il 21 luglio, al contrasto del battaglione boemo a Molina di Ledro che, uscito da Riva del Garda, tentava di raggiungere Bezzecca. 
In un suo scritto racconta il suo rifiuto di una medaglia al valore: “Semplice sottotenente comandavo l'ottava compagnia col consenso del mio vecchio capitano piemontese, che mi vedeva più obbedito dai miei compatrioti, e quel mattino mi trovai a comandare senza ostacoli la prima azione. Sceso dal Nota il rinforzo, riunii sulla piazzetta di Legos a piccolo consiglio di guerra i capitani delle compagnie, ai quali esposi lo stato delle cose e il mio pensiero di inviare in silenzio dentro i boschi laterali della valle, una parte, le due compagnie sopraggiunte, mentre noi dell'8a e della 5ª continueremmo il fuoco di fronte contro i boemi; arrivate le due compagnie di fianco e a tergo del battaglione nemico. […] Gli occhi cerulei dei boemi si volsero sorpresi a sinistra e le bianche tuniche, sospendendo il fuoco, si staccarono dai muri del cimitero e delle fucine e si agglomerarono dentro il paese di Prè per rifugiarsi a Riva lungo la strada a picco sul Garda, mentre le nostre camicie rosse, precipitando al basso colle baionette, divennero padrone delle misere casette da loro abbandonate. […] Il mio maggiore Luigi Castellazzo in Desenzano all'albergo della Posta mi chiamò nell'appartamento del nuovo colonnello Acerbi e, mostrandomi l'elenco dei proposti alla medaglia pel valore militare e fra essi pochi il mio nome, mi chiese anche per incarico di Acerbi: “C'è il tenente… che ha moglie e figliuoli; favoriresti tu cedergli la tua medaglia al valore?…”. Alla mia risposta affermativa tirò una leggera linea sul mio nome e vi scrisse sopra quello del tenente…”. 
Terminata con la sconfitta di Mentana, la campagna dell'Agro Romano, in seguito alla disposizioni del governo Menabrea, fu imprigionato, per le sue idee politiche molto accese, con altri patrioti, nelle carceri genovesi. Ne uscì, dopo un'ordinanza di non luogo a procedere, tre mesi appresso: e più tardi, le peripezie di quel processo e di quella prigionia, egli descrisse nella sua: “Estate in Sant'Andrea.
Nell'ottobre del 1870 partecipò alla campagna di Francia come capitano; e dopo la battaglia di Pranthoy fu promosso al grado di capo squadrone di stato maggiore. 
Ritiratosi visse a Lecco, ove per più di una decina di anni fu consigliere provinciale a Como; nelle elezioni politiche fu quattro volte candidato radicale con migliaia di voti nel suo collegio non venendo eletto, a causa dei suoi principi schiettamente repubblicani. Morì nel 1904.

## Opere
Ecco le principali sue pubblicazioni. “Storia e letteratura”, con altri scritti; “I martiri del 1866 e il maggiore Lombardi”; “Una corsa per l'Europa”; “La contessa e il banchiere”; “Un'estate in Sant'Andrea”; “Biografie e paesaggi”; “La libertà combattuta”; “Scaramucce”; “Mentana e il dito di Dio”, ecc. ecc”. L'Abba lo ricorda con queste parole: “E perciò partivano ogni giorno brigate per escursioni sui monti del pisano, meta prediletta quasi sempre la Verruca, sulle cui rovine Ernesto Pozzi da Lecco faceva talvolta dei discorsi che parevano voler incendiare il pian di Pisa, l'Appennino, e la Val d'Arno fino alla capitale. Egli a diciassette anni aveva fatto la guerra delle Due Sicilie con in tasca Il contratto sociale, e però era creduto e seguito dai più ardenti. Meritava; perché fu poi con Garibaldi dappertutto e nel trentino e a Mentana e a Digione; cara e fedele anima, che gli splendeva nella fronte entusiasta. Chi sa quanti di quei suoi amici erano ancora vivi a piangerlo nel 1904, se ebbero notizia della sua morte? Certo pensarono che egli aveva durato a vivere fermo nell'ingenua fiducia d'essere ogni giorno alla vigilia dell'era repubblicana per tutti, quale egli nella sua mente, nel suo cuore, nel suo costume, l'aveva cominciata a vivere sin dalla lettura del Rousseau nel “Contratto Sociale”. 
Ernesto Pozzi, Mentana e il dito di Dio Episodi narrati dal superstite Ettore Pozzi - Seconda edizione, con importanti aggiunte fatte dall'Autore,Ulisse Lombardi Editore, Milano, 1889